# Wignicourt
Wignicourt (1793 und 1801 noch nit der Schreibweise Vuignicourt) ist eine französische Gemeinde mit 57 Einwohnern (Stand: 1. Januar 2022) im Département Ardennes in der Region Grand Est (bis 2015 Champagne-Ardenne). Sie gehört zum Arrondissement Rethel und zum Gemeindeverband Crêtes Préardennaises.

## Geografie
Die Gemeinde Wignicourt liegt am Fluss Foivre, einem Nebenfluss der Aisne, etwa 24 Kilometer südwestlich von Charleville-Mézières im Hügelland südlich der Ardennen. Umgeben wird Wignicourt von den Nachbargemeinden Hagnicourt im Norden, Mazerny im Nordosten, Saint-Loup-Terrier im Osten, Chesnois-Auboncourt im Süden sowie Vaux-Montreuil im Westen.

## Bevölkerungsentwicklung
| Jahr      | 1962 | 1968 | 1975 | 1982 | 1990 | 1999 | 2006 | 2012 | 2022 |
| --------- | ---- | ---- | ---- | ---- | ---- | ---- | ---- | ---- | ---- |
| Einwohner | 83   | 61   | 61   | 44   | 52   | 61   | 65   | 64   | 57   |

Im Jahr 1886 wurde mit 188 Bewohnern die bisher höchste Einwohnerzahl ermittelt. Die Zahlen basieren auf Daten von cassini.ehess und INSEE.

## Sehenswürdigkeiten

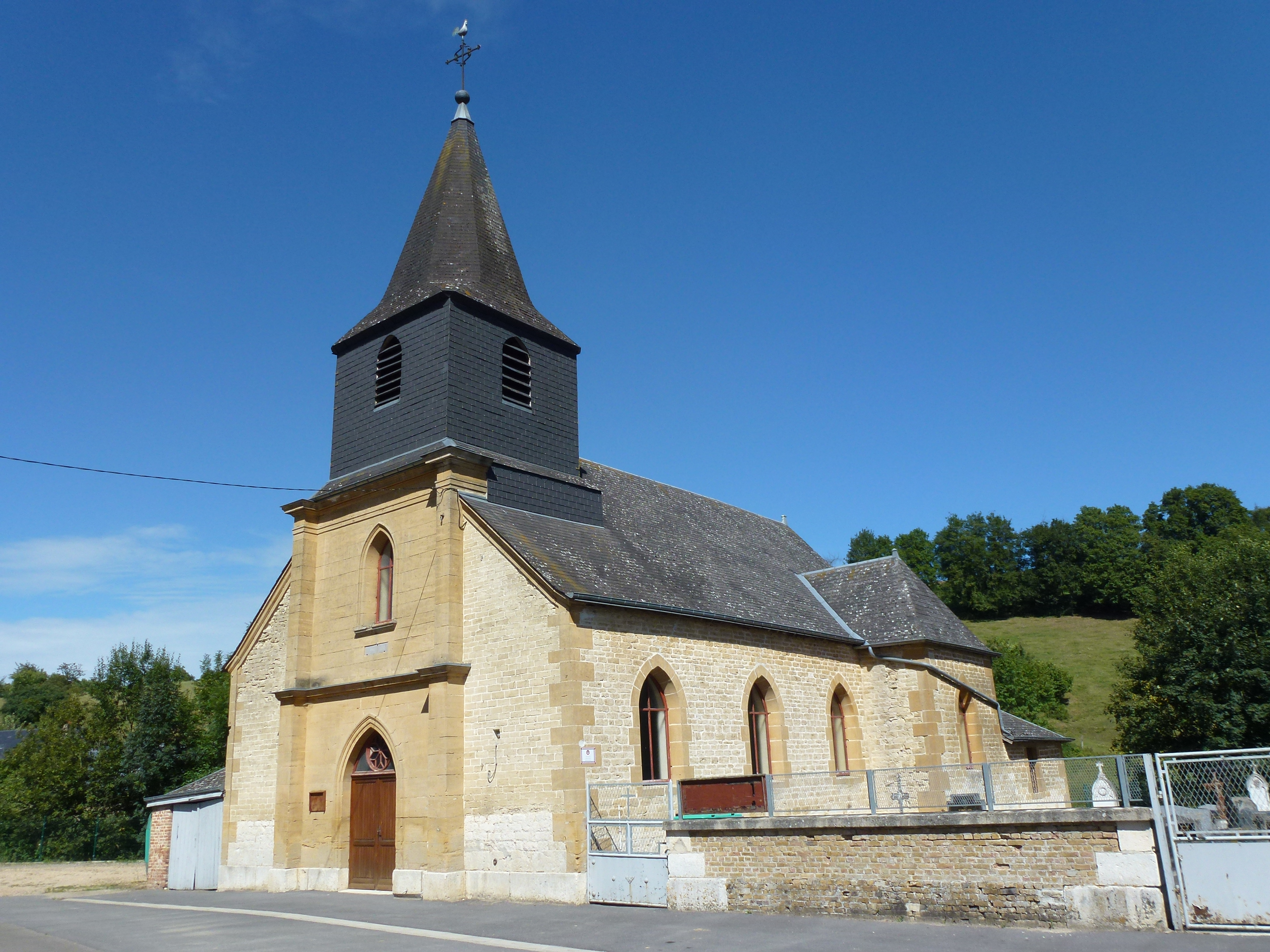
Kirche Saint-Joseph
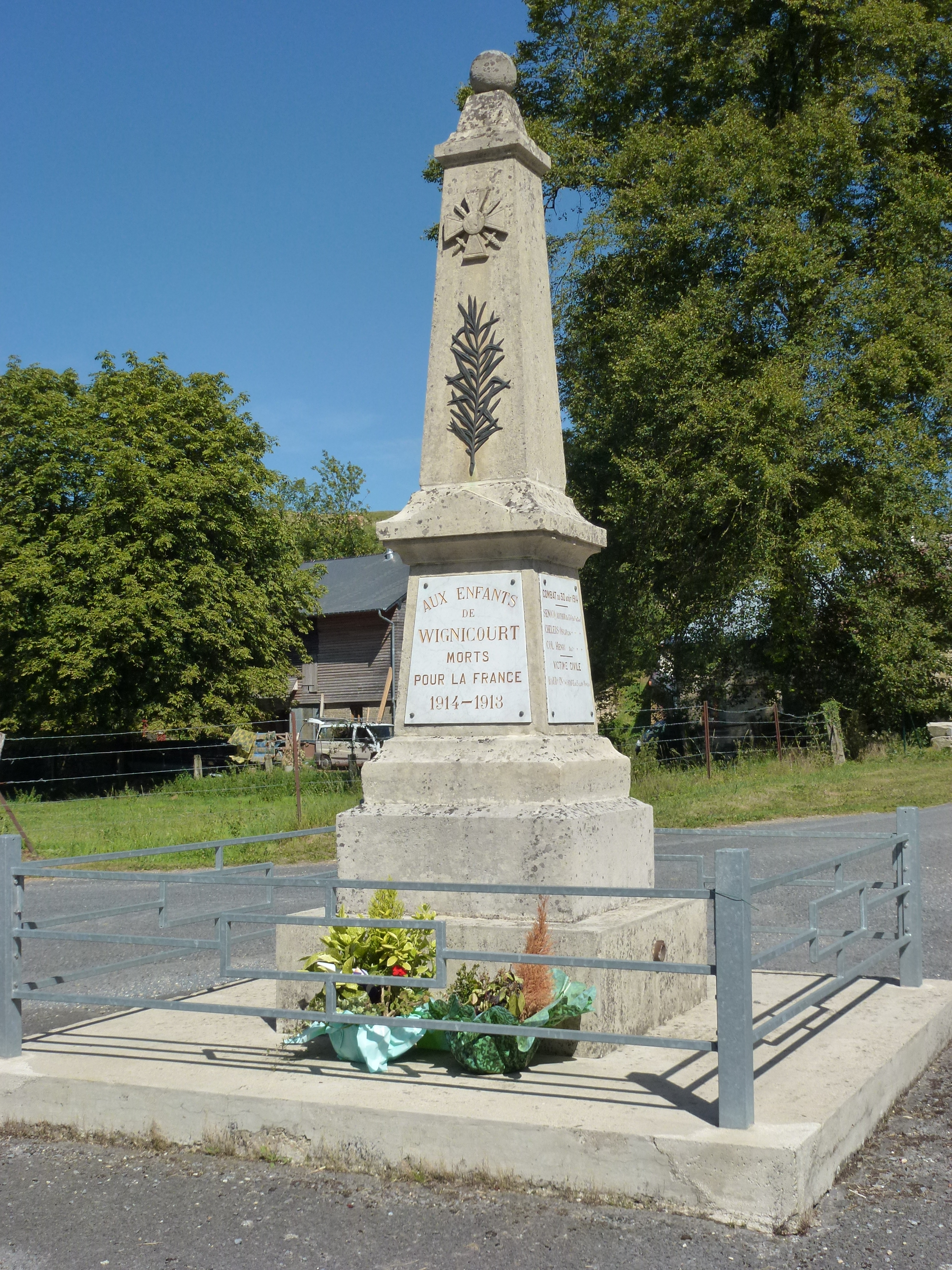
Gefallenendenkmal
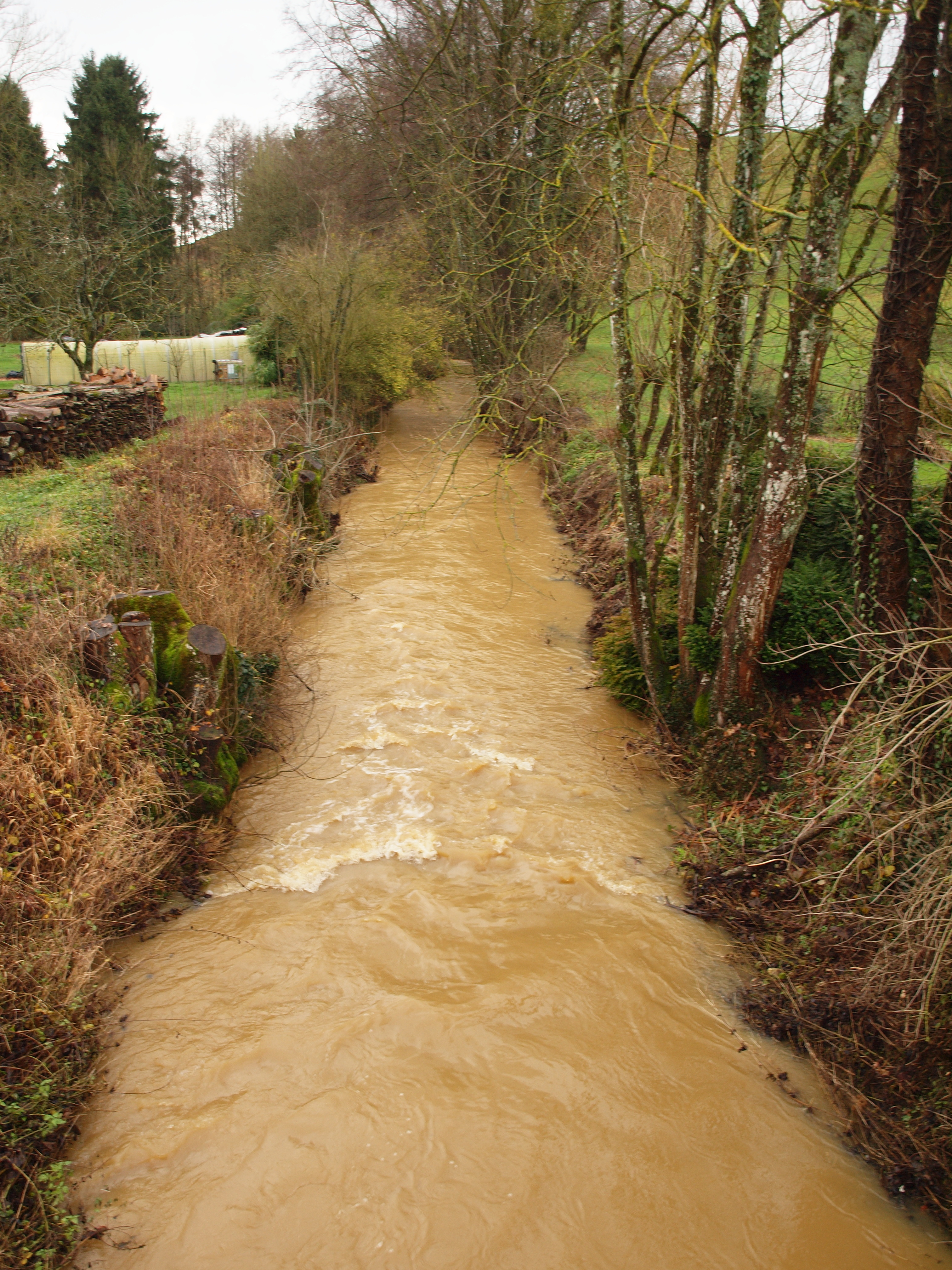
Der Fluss Foivre in Wignicourt

- Kirche Saint-Joseph
- Gefallenendenkmal
- Der Fluss Foivre in Wignicourt

## Wirtschaft und Infrastruktur
In Wignicourt sind zwei Landwirtschaftsbetriebe ansässig.
Am Ostrand der Gemeinde Wignicourt verläuft die Fernstraße D987 von Poix-Terron nach Attigny. Sechs Kilometer westlich von Wignicourt besteht ein Anschluss an die Autoroute A34 von Reims nach Sedan.

## Belege
1. ↑  Wignicourt (Memento vom 4. März 2016 im Internet Archive), auf cassini.ehess.fr
2. ↑  Wignicourt auf annuaire-mairie.fr
3. ↑  Wignicourt auf insee.fr
4. ↑  Culture et production animale, chasse et services annexes sur Wignicourt, auf annuaire-mairie.fr (französisch)